# Gran Canaria-i óriásgyík
A Gran Canaria-i óriásgyík (Gallotia stehlini)  a  hüllők (Reptilia) osztályába, a pikkelyes hüllők (Squamata) rendjébe és a nyakörvösgyíkfélék (Lacertidae) családjába tartozó faj. A faj a Kanári-szigetek Gran Canaria szigetének endemikus faja, bár léteznek betelepített populációi Fuerteventura szigetén. Természetes élőhelye a bozótosok, sziklával borított területek, legelők.

## Megjelenése
A Gran Canaria-i óriásgyík teljes testhossza meghaladhatja a 80 centimétert, ezzel a Gallotia nem legnagyobb faja. A hímek farok nélküli testhossza 26,5 centiméter lehet, a nőstényeké ennél valamivel rövidebb, 20 centiméter. Feje nagy méretű és a keskenyebb nyaktól jól elkülönül. Hátának színe mind a hímeknél mind a nőstényeknél sötétvörös, vagy szürkésbarna. Sok esetben szabálytalan, világosabb keresztirányú sávok láthatók a hátán és az oldalán. A fejtető és a hát színe gyakran nagyon sötét vagy fekete. Ezzel szemben a kifejlett egyedek torka és pofája világos narancssárga vagy hússzínű. Ez az  elszíneződés különösen határozott a hímeknél. A test alsó része fehéres-szürke. A fiatal egyedek hátának színe olajzöld.

## Viselkedése
Míg a faj Gran Canaria déli részén valószínűleg egész évben aktív, az északi és a magasabb hegyvidéki területeken a hűvösebb hónapokban jelentős mértékben csökken az aktivitása. Itt az állomány egy része téli pihenőt tart.
A nőstények június-júliusban helyezik el a talajban tojásaikat, melyek 23-29 milliméter hosszúak és 14-18 milliméter szélesek.
Mind növényi mind állati eredetű táplálékot elfogyaszt, étrendjében azonban a növényi eredetű táplálék dominál. Kedveli az édes, túlérett gyümölcsöket, a paradicsomot, emiatt a helyi lakosság kártevőnek tartja. Ragadozói madarak, kutyák, macskák.